# Bill Nighy
Bill Nighy (ejtsd: bil náji) (Caterham, 1949. december 12. –) Golden Globe- és BAFTA-díjas angol színész. 
Televízióban és színpadon szerepelt, mielőtt 1980-ban feltűnt a filmvásznon is.

## Fiatalkora
Bill Francis Nighy 1949. december 12-én született Caterhamben, Surreyben. Apja autószerelő volt Croydonban, míg édesanyja pszichiátriai nővérként dolgozott. Az iskolában általános szintű (O-level) osztályzatot kapott angol nyelvből és angol irodalomból. Szeretett olvasni, különösen Ernest Hemingwaytől. Tanulmányai befejezte után újságíró szeretett volna lenni, de nem rendelkezett a megfelelő képesítéssel. A Field magazin kihordófiújaként dolgozott. Párizsban töltött egy kis időt, ahol meg akarta írni „a nagy regényt”, de csak a címig jutott. Miután elfogyott a pénze, a brit konzulátus segítségével hazautazott. Egy barátnője biztatására indult el a színészet felé; a Gulfordi Tánc és Dráma Iskolában tanult. Azóta folyamatosan akadnak szerepek számára, színpadon, filmvásznon és rádióban egyaránt. Színházban többek között játszott Tom Stoppard Arcadiájában 1993-ban és David Hare Skylight and Blue Orange-jában.

## Pályafutása
Nighy számtalan rádió- és televíziós drámában játszott, kiemelendő ezek közül a BBC sorozata, a The Men's Room (1991), az utóbbiak közül a 2003-as State of Play című thriller és a 2004-ben készült kosztümös dráma, a Szeret, nem szeret. Samu szerepében hallhatta a közönség A gyűrűk ura BBC-féle rádiójáték-változatában, továbbá az 1980-as években feltűnt a Yes, Minister (szintén a BBC rádiós produkciója) epizódjaiban. Kisebb szerepet kapott a Softly, Softly-ban.
2004 februárjában BAFTA-díjjal jutalmazták a legjobb férfi mellékszereplő kategóriában az Igazából szerelemben nyújtott alakításáért, majd ezt követte a brit akadémia televíziós díja áprilisban, amit a State of Play-ért vehetett át, mint legjobb színész. Ezen kívül máig világhírű a filmben felhangzó Christmas Is All Around című dal Bill-től.
2004 elején a  brit sajtó arról értesült Nighy élettársától (Diana Quick színésznő), hogy felajánlották neki a Doktor hőn áhított szerepét a BBC Ki vagy, doki? című tévésorozatának 2005-ös új verziójában. Quick állítása szerint gondolkodott a felkérésen, de végül visszautasította. Clayton Hickman, a Doctor Who Magazine szerkesztője korábban említette a sajtónak, hogy a sorozat executive producere és egyben írója, Russell T. Davies először Nighy-t szerette volna felkérni a szerepre. A szerepet Christopher Eccleston kapta meg néhány héttel később, s Davies ezután azt állította, mindig is Eccleston volt az első számú választás.
2005-ben Nighy Slartibarfastként tűnt fel a Galaxis útikalauz stopposoknakban, Douglas Adams művének filmváltozatában, illetve a BBC One Kávé és szerelem című komédia/drámájában.
2006 februárjában szerepet kapott az ünnepelt forgatókönyvíró, Stephen Poliakoff drámájában, a Gideon's Daughterben. Nighy a főszereplő Gideont játssza, egy sikeres eseményszervezőt, aki kezdi elveszíteni az érintkezést az őt körülvevő világgal. Alakításáért Golden Globe-díjat kapott a következő évben, akárcsak a címszereplő Emily Blunt.
A Karib-tenger kalózai: Holtak kincse című szuperprodukcióban a főgonoszt, Davy Jonest formálta meg, akárcsak a sorozat harmadik részében. 2009-ben újfent visszatért Underworld-beli szerepéhez, illetve feltűnt számos más neves brit színésszel együtt Tom Cruise oldalán a Valkűrben, melyben Friedrich Olbricht német tábornokot alakította.
Felejthetetlen alakítást nyújott a 2012-ben készült Keleti nyugalom – Marigold Hotel c. romantikus filmdrámában, majd a film 2015-ös folytatásában. Az Indiában játszódó filmben partnere volt Judi Dench, Maggie Smith és Richard Gere.

## Magánélete
Élettársa 1980 és 2008 között Diana Quick színésznő volt. Egy lányuk született, Mary Nighy, aki szintén színészi pályára lépett.

## Filmográfia

### Film
| Év   | Magyar cím                                 | Eredeti cím                                      | Szerep                                      | Magyar hang             |
| ---- | ------------------------------------------ | ------------------------------------------------ | ------------------------------------------- | ----------------------- |
| 1979 |                                            | The Bitch                                        | virágkézbesítő fiú                          |                         |
| 1980 | Halál egyenes adásban                      | Death Watch                                      | férfi                                       |                         |
| 1981 | Tű a szénakazalban                         | Eye of the Needle                                | Blenkinsop osztagparancsnok                 |                         |
| 1983 | A Rózsaszín Párduc átka                    | Curse of the Pink Panther                        | fül-orr-gégész                              |                         |
| 1984 | Kettős szerepben                           | The Little Drummer Girl                          | Al                                          |                         |
| 1985 | Agatha Christie: Vacsora tizenhármasban    | Thirteen at Dinner                               | Ronald Marsh                                | Rátóti Zoltán           |
| 1985 | Agatha Christie: Vacsora tizenhármasban    | Thirteen at Dinner                               | Ronald Marsh                                | Kamarás Iván            |
| 1989 | Az operaház fantomja                       | The Phantom of the Opera                         | Martin Barton                               | Tóth Tamás              |
| 1989 | Koldusopera                                | Mack the Knife                                   | Tiger Brown                                 |                         |
| 1994 | Ember a talpán                             | Being Human                                      | Julian                                      |                         |
| 1996 |                                            | True Blue                                        | Jeremy Saville                              |                         |
| 1996 | Él és mozog                                | Indian Summer                                    | Tristan                                     |                         |
| 1997 | Az igazi tündérmese                        | FairyTale: A True Story                          | Edward Gardner                              | Hegedűs D. Géza         |
| 1997 | Az igazi tündérmese                        | FairyTale: A True Story                          | Edward Gardner                              | Lux Ádám                |
| 1998 | Újra a régi                                | Still Crazy                                      | Ray Simms                                   | Sztarenki Pál           |
| 1999 | Agyatlan apartman                          | Guest House Paradiso                             | Mr. Johnson                                 | Imre István             |
| 2001 | Fújd szárazra, édes!                       | Blow Dry                                         | Raymond "Ray" Robertson                     | Rosta Sándor            |
| 2001 | A sors fintora                             | Lawless Heart                                    | Dan                                         |                         |
| 2001 | Szerencsés McLépés                         | Lucky Break                                      | Roger "Rog" Chamberlain                     | Csuha Lajos             |
| 2002 |                                            | AKA                                              | Louis Gryffoyn bácsi                        |                         |
| 2003 | Igazából szerelem                          | Love Actually                                    | Billy Mack                                  | Harsányi Gábor          |
| 2003 | Enyém a vár                                | I Capture the Castle                             | James Mortmain                              | Rosta Sándor            |
| 2003 | Underworld                                 | Underworld                                       | Viktor                                      | Kárpáti Tibor           |
| 2004 | Haláli hullák hajnala                      | Shaun of the Dead                                | Philip                                      | Sinkovits-Vitay András  |
| 2004 | Kitartó szerelem                           | Enduring Love                                    | Robin                                       | Fazekas István          |
| 2005 | A bűvös körhinta                           | The Magic Roundabout                             | Dylan (brit hangja)                         | Galambos Péter[forrás?] |
| 2005 | Galaxis útikalauz stopposoknak             | The Hitchhiker's Guide to the Galaxy             | Szlartibartfaszt                            | Fodor Tamás             |
| 2005 | Az elszánt diplomata                       | The Constant Gardener                            | Sir Bernard Pellegrin                       | Áron László             |
| 2006 | A Karib-tenger kalózai: Holtak kincse      | Pirates of the Caribbean: Dead Man's Chest       | Davy Jones                                  | Horányi László          |
| 2006 | Underworld: Evolúció                       | Underworld: Evolution                            | Viktor                                      | Kárpáti Tibor           |
| 2006 | 001 – Az első bevetés                      | Stormbreaker                                     | Alan Blunt                                  | Uri István              |
| 2006 | Elvitte a víz                              | Flushed Away                                     | Albínó (hangja)                             | Hajdu Steve             |
| 2006 | Egy botrány részletei                      | Notes on a Scandal                               | Richard Hart                                | Fülöp Zsigmond          |
| 2007 | Vaskabátok                                 | Hot Fuzz                                         | Kenneth főfelügyelő                         | Cs. Németh Lajos        |
| 2007 | A Karib-tenger kalózai: A világ végén      | Pirates of the Caribbean: At World's End         | Davy Jones                                  | Horányi László          |
| 2008 | Valkűr                                     | Valkyrie                                         | Friedrich Olbricht tábornok                 | Rosta Sándor            |
| 2008 | Kis Vuk (angol nyelvű változat)            | Kis Vuk                                          | porondmester (hangja)                       |                         |
| 2009 | Underworld – A vérfarkasok lázadása        | Underworld: Rise of the Lycans                   | Viktor                                      | Kárpáti Tibor           |
| 2009 | Rockhajó                                   | The Boat That Rocked                             | Quentin                                     | Harsányi Gábor          |
| 2009 | G-Force – Rágcsávók                        | G-Force                                          | Leonard Saber                               | Horányi László          |
| 2009 | Astro Boy                                  | Astro Boy                                        | Simon Elefun professzor / Robotsky (hangja) | Harsányi Gábor          |
| 2009 | A Dicső 39                                 | Glorious 39                                      | Sir Alexander                               | Harsányi Gábor          |
| 2010 | Rakoncátlan célpont                        | Wild Target                                      | Victor Maynard                              | Harsányi Gábor          |
| 2010 | Rakoncátlan célpont                        | Wild Target                                      | Victor Maynard                              | Rosta Sándor            |
| 2010 | Harry Potter és a Halál ereklyéi 1.        | Harry Potter and the Deathly Hallows – Part 1    | Rufus Scrimgeour                            | Harsányi Gábor          |
| 2011 | Rango                                      | Rango                                            | Csörgőkígyó Jake (hangja)                   | Harsányi Gábor          |
| 2011 | Szerelem az Alpokban                       | Chalet Girl                                      | Richard                                     | Reviczky Gábor          |
| 2011 | Karácsony Artúr                            | Arthur Christmas                                 | Santa Claus XIX / Téltata (hangja)          | Fodor Tamás             |
| 2011 |                                            | The Man with the Stolen Heart (rövidfilm)        | narrátor (hangja)                           |                         |
| 2011 | Keleti nyugalom – Marigold Hotel           | The Best Exotic Marigold Hotel                   | Douglas Ainslie                             | Fazekas István          |
| 2012 | A titánok haragja                          | Wrath of the Titans                              | Héphaisztosz                                | Harsányi Gábor          |
| 2012 | Az emlékmás                                | Total Recall                                     | Matthias Lair                               | Harsányi Gábor          |
| 2013 |                                            | Great White Shark 3D                             | narrátor (hangja)                           |                         |
| 2013 | Az óriásölő                                | Jack the Giant Slayer                            | Fallon (hangja)                             | Rosta Sándor            |
| 2013 | Világvége                                  | The World's End                                  | A hálózat (hangja)                          | Harsányi Gábor          |
| 2013 | Időről időre                               | About Time                                       | James Lake                                  | Harsányi Gábor          |
| 2014 | Én, Frankenstein                           | I, Frankenstein                                  | Naberius                                    | Harsányi Gábor          |
| 2014 | Büszkeség és bányászélet                   | Pride                                            | Cliff                                       | Harsányi Gábor          |
| 2015 | Keleti nyugalom – A második Marigold Hotel | The Second Best Exotic Marigold Hotel            | Douglas Ainslie                             | Fazekas István          |
| 2016 | Az ükhadsereg                              | Dad's Army                                       | Wilson őrmester                             | Harsányi Gábor          |
| 2016 | Norm, az északi                            | Norm of the North                                | Szókratész (hangja)                         | Fazekas István          |
| 2016 |                                            | Their Finest                                     | Ambrose Hilliard / Frank bácsi              |                         |
| 2016 |                                            | The Limehouse Golem                              | John Kildare                                |                         |
| 2017 | Könyvesbolt a tengerparton                 | The Bookshop                                     | Edmund Brundish                             |                         |
| 2017 | A Karib-tenger kalózai: Salazar bosszúja   | Pirates of the Caribbean: Dead Men Tell No Tales | Davy Jones                                  |                         |
| 2018 | A szavak ereje                             | Sometimes Always Never                           | Alan                                        | Várkonyi András         |
| 2019 |                                            | The Kindness of Strangers                        | Timofey                                     |                         |
| 2019 | Pokémon – Pikachu, a detektív              | Detective Pikachu                                | Howard Clifford                             | Harsányi Gábor          |
| 2019 | Inkább lennék özvegy                       | Hope Gap                                         | Edward                                      | Harsányi Gábor          |
| 2019 |                                            | StarDog and TurboCat                             | Sinclair (hangja)                           |                         |
| 2020 | Emma                                       | Emma                                             | Mr. Woodhouse                               | Harsányi Gábor          |
| 2020 |                                            | Minamata                                         | Robert Hayes                                |                         |
| 2021 |                                            | Buckley's Chance                                 | Spencer                                     |                         |
| 2022 | Élj!                                       | Living                                           | Mr Rodney Williams                          | Harsányi Gábor          |
| 2024 | Szerepjáték                                | Role Play                                        | Bob                                         |                         |
| 2024 | A gyönyörű játék                           | The Beautiful Game                               | Mal                                         | Harsányi Gábor          |
| 2024 | Az első ómen                               | The First Omen                                   | Lawrence bíboros                            | Harsányi Gábor          |
| 2024 | Egy cica 10 élete                          | 10 Lives                                         | Craven professzor (hangja)                  | Takátsy Péter           |
| 2024 | A vad robot                                | The Wild Robot                                   | Hosszúnyak (hangja)                         | Márton András           |
| 2024 | Joy, az élet csodája                       | Joy                                              | Patrick Steptoe                             | Harsányi Gábor          |
| 2024 | Azon a karácsonyon                         | That Christmas                                   | Bill (hangja)                               | Csuha Lajos             |
| 2024 | A sárkányőrző                              | Dragonkeeper                                     | Danzi (angol hangja)                        | Görög László            |

### Televízió
Tévéfilmek
| Év   | Magyar cím                                     | Eredeti cím                                  | Szerep            | Magyar hang   |
| ---- | ---------------------------------------------- | -------------------------------------------- | ----------------- | ------------- |
| 1980 | A kis lord                                     | Little Lord Fauntleroy                       | tiszt             |               |
| 1985 | Történelmi magánügyek avagy az SS szorításában | Hitler's SS: Portrait in Evil                | Helmut Hoffmann   |               |
| 1992 |                                                | A Masculine Ending                           | John Tracey       |               |
| 1993 |                                                | Don't Leave Me This Way                      | John Tracey       |               |
| 2000 | A hosszúsági fok                               | Longitude                                    | Lord Sandwich     |               |
| 2003 | Készen áll, Mr. McGill?                        | Ready When You Are, Mr. McGill               | Phil Parish       |               |
| 2003 | Az elfelejtett herceg                          | The Lost Prince                              | Arthur Bigge      | Kertész Péter |
| 2003 |                                                | The Young Visiters                           | Earl of Clincham  |               |
| 2003 |                                                | Life Beyond the Box: Norman Stanley Fletcher | narrátor (hangja) |               |
| 2005 | Kávé és szerelem                               | The Girl in the Café                         | Lawrence          | Csuha Lajos   |
| 2005 | Gideon lánya                                   | Gideon's Daughter                            | Gideon Warner     |               |
| 2011 | Nyolcadik oldal                                | Page Eight                                   | Johnny Worricker  | Fodor Tamás   |
| 2011 | Nyolcadik oldal                                | Page Eight                                   | Johnny Worricker  | Rosta Sándor  |
| 2014 |                                                | Turks & Caicos                               | Johnny Worricker  |               |
| 2014 | Salting the Battlefield                        |                                              | Johnny Worricker  |               |
| 2017 |                                                | Red Nose Day Actually (rövidfilm)            | Billy Mack        |               |

Sorozatok
| Év        | Cím                                                                             | Szerep                         | Megjegyzések           |
| --------- | ------------------------------------------------------------------------------- | ------------------------------ | ---------------------- |
| 1976      | Softly, Softly: Taskforce                                                       | Albert Blake                   | 1 epizód               |
| 1978–1982 | Play for Today                                                                  | Dave / William / Bill          | 3 epizód               |
| 1979      | Premier                                                                         | Deasey                         | 1 epizód               |
| 1980      | Agony                                                                           | Vincent Fish                   | 7 epizód               |
| 1980      | Fox                                                                             | Colin Street                   | 2 epizód               |
| 1980      | BBC2 Playhouse                                                                  | Bruno                          | 1 epizód               |
| 1982      | Minder                                                                          | Oates                          | 1 epizód               |
| 1982      | Play for Tomorrow                                                               | Connor Mullen                  | 1 epizód               |
| 1983      | Reilly, Ace of Spies                                                            | Goschen                        | 1 epizód               |
| 1983      | Jemima Shore Investigates                                                       | David Cullen                   | 1 epizód               |
| 1984      | Crown Court                                                                     | Lee Sinclair                   | 1 epizód               |
| 1985      | The Last Place on Earth                                                         | Cecil Meares                   | 7 epizód               |
| 1989      | Storyboard                                                                      | Sam                            | 1 epizód               |
| 1990      | Making News                                                                     | Sam Courtney                   | 6 epizód               |
| 1990      | ScreenPlay: Antonia and Jane                                                    | Howard Nash                    | 1 epizód               |
| 1990      | TECX                                                                            | Brill                          | 1 epizód               |
| 1991      | The Men's Room                                                                  | Mark Carleton                  | 5 epizód               |
| 1991      | Bergerac                                                                        | Barry                          | 1 epizód               |
| 1991      | Boon                                                                            | Steve Reeves                   | 1 epizód               |
| 1991–1993 | Performance                                                                     | Roger Maitland / Hugh Marriner | 2 epizód               |
| 1992      | Chiller                                                                         | Tom Dickenson                  | 1 epizód               |
| 1993      | Eye of the Storm                                                                | Tom Frewen                     | 6 epizód               |
| 1993      | Peak Practice                                                                   | Alan Sinclair                  | 1 epizód               |
| 1994      | Wycliffe                                                                        | David Cleeve                   | 1 epizód               |
| 1996      | Testament: The Bible in Animation                                               | Belshazzar (hangja)            | 1 epizód               |
| 1997      | Insiders                                                                        | Mark Gordon                    | 1 epizód               |
| 1997      | Kavanagh QC                                                                     | Giles Culpepper QC             | 1 epizód               |
| 1998–2000 | The Canterbury Tales                                                            | kereskedő                      | 2 epizód               |
| 1999      | People Like Us                                                                  | Will Rushmore                  | 1 epizód               |
| 1999–2000 | Kiss Me Kate                                                                    | Ian                            | 5 epizód               |
| 2000      | Animated Tales of the World                                                     | tigris (hangja)                | 1 epizód               |
| 2002      | Auf Wiedersehen, Pet                                                            | Jeffrey Grainger               | 3. évad                |
| 2002      | Linley felügyelő nyomoz (The Inspector Lynley Mysteries)                        | Alan Lockwood                  | 1 epizód               |
| 2003      | Államérdek (State of Play)                                                      | Cameron Foster                 | 6 epizód               |
| 2003      | The Canterbury Tales                                                            | James                          | 1 epizód               |
| 2004      | Szeret, nem szeret (He Knew He Was Right)                                       | Osborne ezredes                | minisorozat (3 epizód) |
| 2006      | Horizon                                                                         | narrátor (hangja)              | 1 epizód               |
| 2009      | Tízperces mesék (10 Minute Tales)                                               | Mr. Jellaby                    | 1 epizód               |
| 2010      | Ki vagy, doki? (Doctor Who)                                                     | Dr. Black                      | 1 epizód               |
| 2018      | Agatha Christie – Az alibi (Ordeal by Innocence)                                | Leo Argyll                     | 3 epizód               |
| 2019–     | A világ legfestőibb vonatos utazásai (The World's Most Scenic Railway Journeys) | narrátor (hangja)              |                        |
| 2020–2021 | Castlevania – Démonkastély (Castlevania)                                        | Saint Germain (hangja)         | 14 epizód              |
| 2021–     | World’s Most Scenic River Journeys                                              | narrátor (hangja)              |                        |
| 2022      | The Man Who Fell to Earth                                                       | Thomas Jerome Newton           | 9 epizód               |

## Díjai
- BAFTA-díj

2004. legjobb férfi mellékszereplő (Igazából szerelem)
2004. legjobb televíziós színész (State of Play)
- Broadcasting Press Guild Awards

2004. legjobb színész (State of Play)
- Evening Standard British Film Awards

1999. Peter Sellers-díj (Újra a régi)
2004. Peter Sellers-díj (Igazából szerelem)
- Golden Globe-díj

2007. legjobb színész, minisorozat vagy tévéfilm (Gideon's Daughter)
- London Critics Circle Film Awards

2004. az év brit mellékszereplő színésze (Igazából szerelem)
- Los Angeles Film Critics Association Awards

2004. legjobb férfi mellékszereplő (AKA, Enyém a vár, Igazából szerelem, Lawless Heart)
- Satellite Awards

2005. legjobb férfi mellékszereplő sorozatban, minisorozatban vagy tévéfilmben (Az elfelejtett herceg)
2006. legjobb színész, minisorozatban vagy tévéfilmben (Gideon's Daughter)
- Teen Choice Awards

2006. kedvenc gonosztevő (A Karib-tenger kalózai: Holtak kincse)
2007. kedvenc gonosztevő (A Karib-tenger kalózai: A világ végén)